# Uvaria dasoclema
Uvaria dasoclema este o specie de plante angiosperme din genul Uvaria, familia Annonaceae, descrisă de L. L. Zhou, Y. C. F. Su și Richard M.K. Saunders. Conform Catalogue of Life specia Uvaria dasoclema nu are subspecii cunoscute.